# Mirosław Sawicki

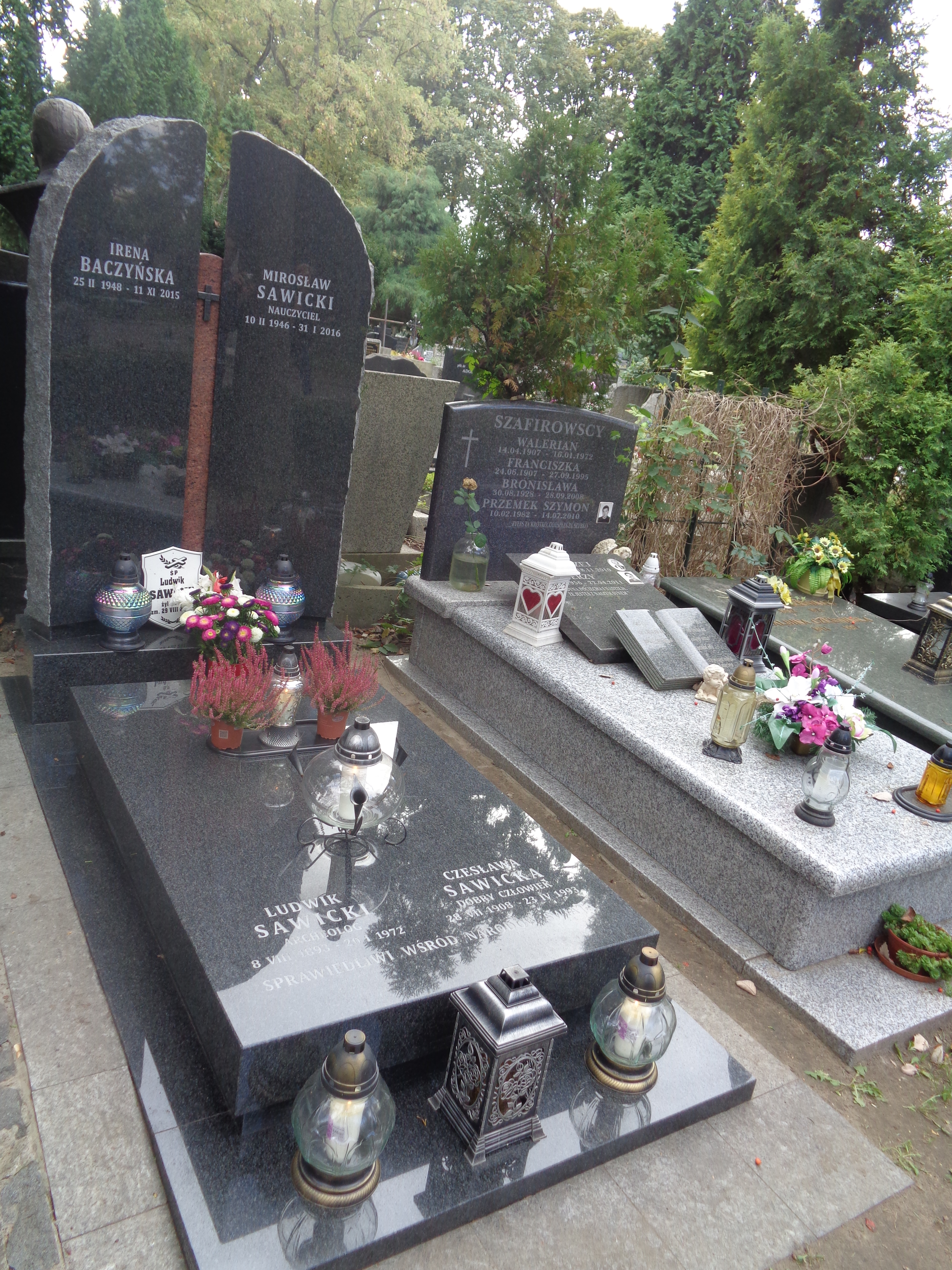
Grób Mirosława i Ludwika Sawickich na Cmentarzu Wojskowym na Powązkach

Mirosław Sawicki (ur. 10 lutego 1946 w Warszawie, zm. 31 stycznia 2016 tamże) – polski nauczyciel i urzędnik państwowy, minister edukacji narodowej i sportu w latach 2004–2005, minister edukacji narodowej w 2005.

## Życiorys
Od 1954 działał w harcerstwie w ramach Hufca Walterowskiego Jacka Kuronia. Uczęszczał do VI Liceum Ogólnokształcącego im. Tadeusza Reytana w Warszawie. W 1963 rozpoczął studia na Wydziale Fizyki Uniwersytetu Warszawskiego. W 1968 w ramach wydarzeń marcowych brał udział w wiecu na UW w obronie spektaklu Dziady oraz relegowanych z uczelni Adama Michnika i Henryka Szlajfera. Wówczas został zawieszony w prawach studenta, które przywrócono mu w 1970. W 1971 uzyskał absolutorium, tytuł zawodowy magistra uzyskał w białostockiej filii UW w 1982.
W latach 1971–1990 był zatrudniony jako nauczyciel fizyki w warszawskich liceach, w tym w XLI Liceum Ogólnokształcącym im. Joachima Lelewela. W drugiej połowie lat 70. współpracował z Komitetem Samoobrony Społecznej „KOR”. W 1980 wstąpił do Niezależnego Samorządnego Związku Zawodowego „Solidarność”, gdzie kierował zespołami zajmującymi się oświatą. W 1989 stanął na czele Komitetu Obywatelskiego Warszawa-Śródmieście.
W latach 1990–1997 był urzędnikiem w Ministerstwie Edukacji Narodowej, pełnił funkcję dyrektora Departamentu Kształcenia Ogólnego (do 1996), następnie podsekretarza stanu w tym resorcie. W latach 1998–2002 zajmował stanowisko radcy ministra w Ambasadzie RP w Waszyngtonie.
W 2002 otworzył przewód doktorski na Wydziale Socjologii Uniwersytetu Jagiellońskiego. W tym samym roku wygrał konkurs na stanowisko dyrektora Centralnej Komisji Egzaminacyjnej. 2 maja 2004 został ministrem edukacji narodowej i sportu w pierwszym rządzie Marka Belki, stanowisko to utrzymał w następnym gabinecie. Po wyodrębnieniu resortu sportu od 1 września 2005 do 31 października 2005 był ministrem edukacji narodowej. Powrócił następnie do kierowania CKE, z funkcji tej został odwołany w marcu 2006. W 2008 wszedł w skład Rady Edukacji Narodowej, organu doradczego przy minister Katarzynie Hall. W tym samym roku ponownie stanął na czele CKE (jako p.o. dyrektora), pełniąc tę funkcję do stycznia 2009, później został wicedyrektorem tej instytucji. Był także członkiem Stowarzyszenia Pracowników, Współpracowników i Przyjaciół Rozgłośni Polskiej Radia Wolna Europa Imienia Jana Nowaka-Jeziorańskiego w Warszawie.
Syn Ludwika i Czesławy z domu Żochowskiej. Był mężem Pauli Sawickiej.
W 1998 odznaczony Krzyżem Kawalerskim, a w 2008 Krzyżem Oficerskim Orderu Odrodzenia Polski.
Został pochowany na Cmentarzu Wojskowym na Powązkach (kwatera B32–20–5).